# خريطة النواظم
خريطة النواظم (بالإنجليزية: Normal Map) عبارة عن تقنية في برمجة الرسوميات الثلاثية الأبعاد تستخدم لإضافة تفاصيل عالية الجودة على كائن ما بدون إضافة مزيد من الأضلاع. خريطة النواظم تستخدم الألوان الأحمر والأخضر والأزرق (R,G,B) لوصف إحداثيات الناظم (x,y,z) في مضلع ما. تستخدم هذه التقنية باستخراج خريطة النواظم من مجسم مرتفع عدد الأضلاع و تطبيقها على مجسم قليل عدد الأضلاع.

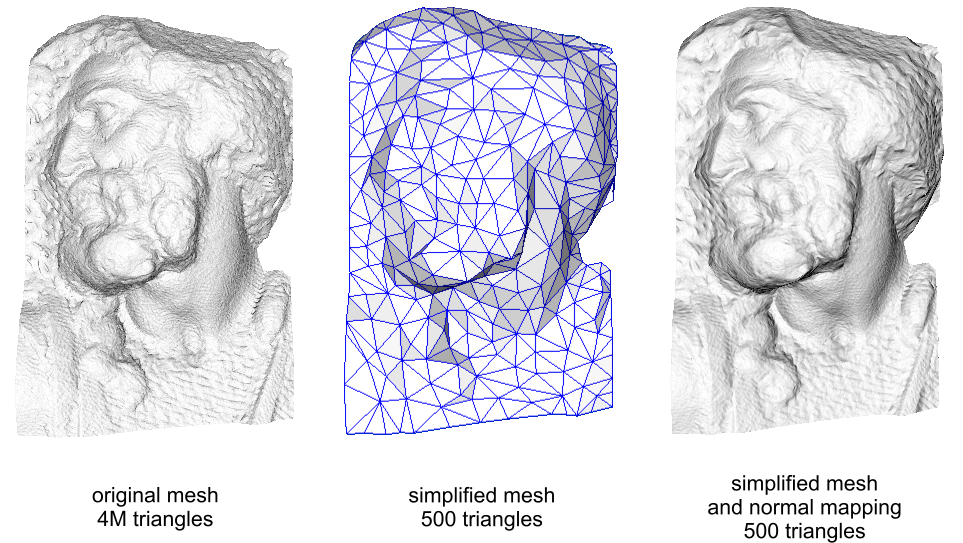

## برمجة الألعاب
إن برمجة الألعاب تحتاج إلى السرعة في تصيير الصور والمشاهد مما يزيد من عمليات الحساب على المعالج المركزي، ولكن استخدام خرائط النواظم توفر على بطاقة العرض المرئي والمعالج المركزي الكثير من العمليات الحسابية فالنتائج معدة سلفا في ملف خرائط النواظم فلا حاجة لإعادة حساب النواظم.
ويمكننا استخدامها في الحسابات المتعلقة بالإضاءة وإضافة تفاصيل عالية الجودة إلى اللعبة بدون زيادة عدد الأضلاع أي زيادة الكفاءة والسرعة والجودة في الألعاب.